# Ирфан
Ирфан (араб. عرفان‎) — в исламе: особый вид сакрального знания о том, каким должен быть истинный мусульманин-монотеист (муваххид), и о том, как достичь близости к Аллаху. 
Практикующие ирфан мистики указывают на специфику значения термина, как (по)знания особого рода, которое не приобретается ни посредством органов чувств и эмпирического опыта, ни за счет разума и рассуждения, но достигается путём внутреннего свидетельствования и внутренних озарений. Это знание особого рода о том, что человек знал изначально, однако утратил и забыл в этом мире. Ирфан — такое знание о Боге, которое люди потеряли и пытаются восстановить. В основе таких представлений лежит коранический аят:

Вот твой Господь вынул из поясниц сынов Адама их потомство и заставил их засвидетельствовать против самих себя: «Разве Я — не ваш Господь?» Они сказали: «Да, мы свидетельствуем». Это — для того, чтобы в День воскресения вы не говорили: «Мы не знали этого» (7:172).

По мнению авторитетных толкователей, в данном аяте идёт речь о завете с Богом, заключённом душами людей до сотворения мира. Оказавшись в мире, люди забыли об этом завете, и лишь истинно уверовавшие мусульмане вернулись к его исполнению.
Согласно ирфану, познание Бога является ключом к познанию сути всех вещей и явлений в этом мире. При этом только Аллах обладает всей полнотой абсолютного знания.

## Происхождение ирфана
Мистики в мусульманской умме появились с момента возникновения исламa. Однако своего расцвета исламский мистицизм достиг в X—XIV веках в Турции и Иране.
Среди исследователей и самиx мусульман возникло расхождение во мнениях относительно того, можно ли считать гнозис (ирфан) подлинной частью ислама. По мнению одних, мистицизм был привнесён в ислам извне и является чуждым для него новшеством, подлежащим искоренению. Другие же настаивают, что гнозис уходит своими корнями в Коран и Сунну, органично проистекая из аскетического и мистического опыта ряда набожных сподвижников. В первую очередь, речь идёт о семействе пророка Мухаммада — Ахл аль-Бейт, начиная с его зятя и двоюродного брата Али ибн Абу Талиба. В числе первых арифов можно назвать и других праведных сподвижников, таких, как Салман аль-Фариси, Абу Зарр аль-Гифари и др.

## Виды ирфана
Ирфан бывает двух видов: теоретический (назари, نظری) и практический (амали, عملی). Мистики, практикующие ирфан, называются арифами (араб. «ариф», عارف — причастие действительного залога от глагола «арафа» — ар.: знать).
При этом практический ирфан служит базой для ирфана теоретического. Так, практический ирфан не является концептуальным знанием, представляя собой видение Аллаха сердцем. Посредством своего сердца ариф ощущает присутствие Бога, одновременно и трансцендентного, и имманентного. Он также распознаёт знамения Бога во всех феноменах этого мира. В свою очередь, этот мистический опыт описывается во многих хадисов от пророка Мухамада и Ахл аль-Бейт.
Характерным примером ирфанического хадиса является следующее предание, рассказанное имамом Хусейном о своем отце Али ибн Абу Талибе:

Абу ‘Абдалла рассказал следующее: Повелитель Правоверных (мир ему) выступал с кафедры мечети в Куфе, когда человек по имени Зи‘либ подошел к нему. Он обладал острым языком, был красноречив и отважен. Он спросил: «О Повелитель Правоверных! Видел ли ты Твоего Господа?»
Он (мир ему) ответил: «Горе тебе, о Зи‘либ! Я бы не стал поклоняться Господу, Которого я не видел».
Он (Зи‘либ) сказал: «О Повелитель Правоверных! Как же ты видел Его?»
Он (мир ему) ответил: "О Зи‘либ! Глаза не видят Его посредством зрения, но сердца видят Его через истины веры (хака‘ик аль-иман).
Согласно ирфану, чистое видение Бога является бытийным и присутственным, а не теоретическим знанием. Его источником являются не формально-логическое мышление и рациональные в своей основе рассуждения, а внутренние интуитивные озарения. На данный счёт существует хадис: «Знание — свет, который Аллах зажигает в сердце того, кого пожелает».

Шиитский мыслитель Муртаза Мутаххари так пишет об этом сердечном знании:

… Отметим ещё один момент относительно логики рассуждения арифов, который сводится к утверждению: «Ищи в себе, ибо все, что есть, — это ты», что ещё раз указывает на то, что ирфан — в первую голову школа внутренней концентрации. По утверждению последователей данной школы, сердце — больше внешнего мира…Ирфан основывается на приверженности «сердцу», сосредоточенности на внутреннем мире и отречении от внешнего мира.

Познание Аллаха сердцем лежит, тем самым, в плоскости практического ирфана. Однако такое понятие, как «теоретический ирфан», также существует — этим термином обозначают труды мистиков, описывающих собственный опыт познания Бога и духовные состояния, в которые входит человек на этом пути. Кроме того, теоретический ирфан подразумевает интеллектуальную интерпретацию знания, полученного за счёт видения сердцем.

## Ирфан в Коране
Один из известных мистиков современности, шиитский учёный аятолла Мухаммад Таки Мисбах Язди в своей работе «Исламский гнозис (ирфан) и мудрость (хикма)» указывает на следующие суры и аяты, где говорится о монотеизме, о Божественном присутствии, пронизывающем всё мироздание, и о знании Аллаха, охватывающем все вещи: это сура «Аль-Ихлас», начало суры «Аль-Хадид» и последний аят суры «Аль-Хашр».
Мисбах Язди также отмечает, что во многих других сурах также неоднократно говорится о мистических практиках и о частом поминании Аллаха (зикр) с целью приближения к Нему.
Перу лидера Исламской революции в Иране аятолле Хомейни, который среди современных шиитов считается одним из величайших арифов, принадлежит ирфаническое толкование первой суры Корана «Аль-Фатиха» («Хамд»).

## Поклонение арифов и учение о совершенном человеке
Представление о совершенном человеке (аль-инсан аль-камиль) является органичной частью ирфана постольку, поскольку он повествует о чертах подлинного монотеиста, достигшего близости к Аллаху. В свою очередь, человек обретает её благодаря искреннему и исполненному глубокого смысла поклонению Богу, и, что немаловажно, правильному намерению при совершении этого поклонения.
В связи с этим один из виднейших исламских шиитских учёных XX века Муртаза Мутаххари в своей книге «Краткий экскурс по Нахдж аль-Балага» приводит известный хадис, передававшийся многими непорочными шиитскими имамами:

Есть люди, поклоняющиеся Аллаху из стяжания, и это поклонение торговцев, и есть поклоняющиеся Аллаху из страха, и это поклонение рабов, и есть люди, поклоняющиеся Аллаху из благодарности (в другом варианте хадиса — из любви), и это поклонение свободных.

Муртаза Мутаххари так комментирует этот хадис, разъясняя разницу между неполноценным поклонением и поклонением в ирфане:

Богослужение понимается разными людьми по-разному. С точки зрения некоторых лиц, богослужение — это своего рода сделка, обмен, воздаяние и нечто вроде торговли и вознаграждения. Подобно рабочему, который тратит свою дневную рабочую силу на работодателя и взамен получает заработную плату, человек, занимающийся богослужением, также прикладывает труд на пути Господа, поклоняется и выпрямляется и взамен требует воздаяния, которое будет дано ему в другом мире.
Как рабочий получает определённую плату, без которой его труд будет считаться бесполезным, так и молящийся получает на том свете прибыль от богослужений…
…С точки зрения подобных лиц, основу и сущность богослужения составляют ритуальные телодвижения и иные внешние действия, выполняемые посредством языка и других частей тела.
Это одно из толкований богослужения, которое, конечно же, является неграмотным и обывательским, и, по словам Ибн Сины, основано не незнании атрибутов Бога и общем невежестве.
Другая трактовка богослужения свойственного арифам. Согласно ей, вопрос о рабочем, работодателе и заработной плате не рассматривается и не может быть рассмотрен в рамках обычных отношений между рабочим и работодателем. Здесь богослужение является лестницей для достижения близости; это — вознесение человека, возвышение духа, полёт души к невидимому Центру Бытия, воспитание духовных способностей и упражнение в совершенствовании присущих человеку небесных сил. Это — победа духа над телом и наилучшие ответные действия человека в знак благодарности Создателю Бытия, это — проявление восхищения и любви человека к Абсолютному Совершенству, Наипрекраснейшему Абсолютному Бытию. И наконец, это — подвижничество на пути к Господу.
Согласно данной трактовке, богослужению присуще тело и дух, внешность и смысл. То, что выполняется посредством языка и других частей тела, составляет тело, то есть форму и внешнюю сторону богослужения. А дух и смысл богослужения — нечто совсем другое. Дух богослужения полностью зависит от понимания смысла богослужения, от способа его трактовки, от стимула, понуждающего человека заниматься богослужением, от практической выгоды, полученной им от богослужения, а также от того, в какой мере богослужение способствует шествию по пути к Господу и приближению к Нему.

В парадигме ирфана важное значение имеет ориентация на модель совершенного человека — в шиизме двунадесятников это непорочный имам. Безусловно, в соответствии с шиизмом, обычный человек никогда не достигнет статуса вали и ма’асум (непорочного и очищенного ото всех грехов), которым обладает имам, однако только через следование имаму возможно обретение ирфанической близости к Богу.
Как пишет Муртаза Мутаххари в том же труде «Краткий экскурс в Нахдж аль-Балага»,

Вдохновляющим источником ирфанских трактовок богослужений в исламском мире после Корана и Сунны досточтимого Пророка являются именно слова Али и его ирфанские богослужения.

Мыслитель посвятил теме совершенного человека отдельные книги — «Непознанная сущность имама Али» и «Совершенный человек в исламе», в которых он описывает различные аспекты личности имама Али ибн Абу Талиба, являющегося образцом совершенного человека и совершенного мистика (арифа):

Все арифы, как шииты, так и сунниты, связывают свои силсилы с Али (мир ему). Даже у самых рьяных суннитских арифов силсила начинается именно от Али, мир ему… Али (мир ему!), которого арифы называют Полюсом арифов (кутб аль-'арифин), в Нахдж аль-балага, известной также лаконичными высокими мыслями в области ирфана, подчас высказывает уникальные мысли…

## Известные современные арифы и исследователи ирфана
В XX веке одним из самых знаменитых европейских исследователей ирфана был французский учёный Анри Корбен. Видными арифами и знатоками ирфана в среде шиитских богословов были такие мыслители, как Алламе Табатабаи, Муртаза Мутаххари и сам лидер Исламской революции в Иране — аятолла Хомейни, автор ирфанических сочинений «Сорок хадисов» и «Толкование суры аль-Фатиха».
В настоящее время одним из ведущих русскоязычных специалистов по ирфану является латвийский учёный Янис Эшотс. В числе ныне здравствующих арифов — иранские богословы аятолла Джавади Амули и аятолла Мухаммад Таки Мисбах Язди.